# ジャック・フィリップ・ド・ショワズール＝スタンヴィル
ジャック・フィリップ・ド・ショワズール＝スタンヴィル（フランス語: Jacques Philippe de Choiseul-Stainville、1727年9月6日 リュネヴィル - 1789年6月2日 ストラスブール）は、フランス王国の貴族、軍人。1783年にフランス元帥に叙され、1786年に兄のエティエンヌ・フランソワからショワズール＝スタンヴィル公爵とドンマンジェ男爵（baron de Dommanges）の称号を継承した。

## 生涯
ジャック・フィリップ・ド・ショワズール＝スタンヴィルは12世紀以来という古い家系であるショワズール家の出身だった。彼はマリア・テレジアのオーストリア軍に従軍、竜騎兵連隊の隊長を務めたのち1759年に聖イシュトヴァーン騎士団団長、神聖ローマ皇帝フランツ1世の侍従、軽騎兵連隊の大佐、少将、中将などと昇進した。
1760年、神聖ローマ帝国における称号を放棄、中将としてフランス軍に従軍してブロイ元帥の指揮下におかれた。その後、七年戦争の終戦までドイツを転戦、フランス擲弾兵連隊などを指揮した。
1770年、ロレーヌの州知事に任命され、1783年6月13日にフランス元帥に叙された。1788年、アルザスの州知事に任命された。1786年2月2日に国王騎士団の騎士に叙され、同年にスタンヴィル公爵という名誉称号を得た。1789年、ストラスブールで死去した。
娘のマリー・テレーズはモナコ公オノレ3世の次男ジョゼフ・ド・モナコと結婚した。